# Штори

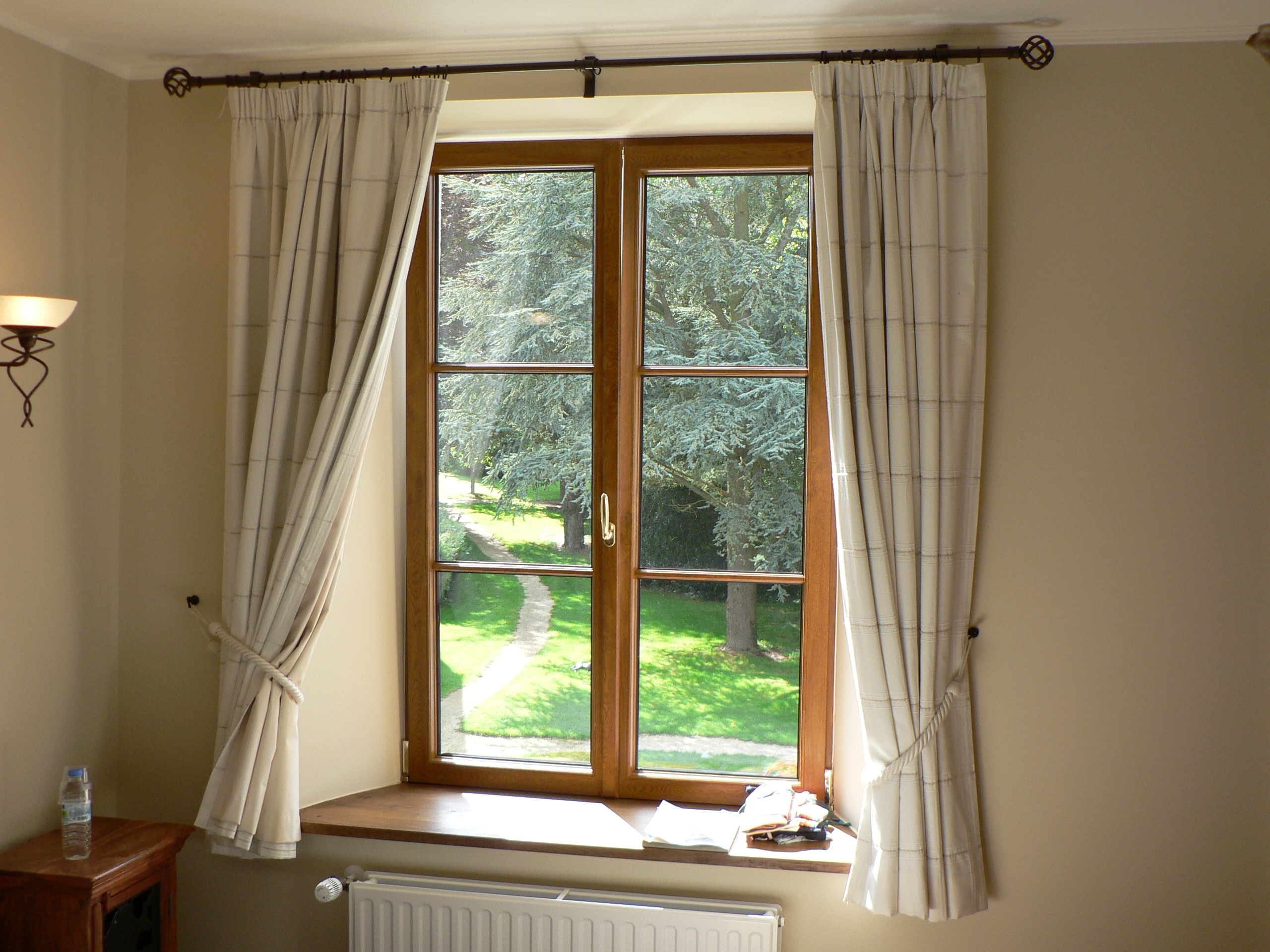
Штори

Што́ри, фіра́нки, заві́си, заві́ски, занаві́ски, заст. засло́ни, запо́ни, запина́ла — загальне найменування побутових функціонально-декоративних віконних завіс з тканинних матеріалів. Ці слова іноді вживають як синоніми, хоча між ними є деякі відмінності.

## Види
- Штора (від фр. store < лат. storea — «циновка») — віконна завіса, може згортатися в рулон, підніматися або відсуватися переважно за допомогою шнура.
- Фіранка (від нім. Vorhang — «те, що висить спереду»), занавіска, завіска, завіса[3][4] — загальніше позначення тканини для завішування. У цьому сенсі може вживатися слово на́ві́ска, яким також називають завіси для відгородження певного простору[5].
- Гарди́на (від нім. Gardine, фр. courtine — «куртина») — завіса на все вікно[6]. Візуально збільшує приміщення.
- Портьє́ра (від фр. portière < porte — «двері») — завіса з важкої, щільної тканини на дверях або на вікні.

## Опис
Найпростішою завісою може служити закріплений верхніми кінцями шматок тканини. Складніші варіанти включають подвійні завіси: прозору мере́живну з легкої тканини (серпанку, тюлю), яку зараз нерідко називають «гардиною», і непрозору (півпрозору) з щільнішої тканини. Згори завіси можуть прикрашатися ламбрекенами, з боків — шнурами з китицями.

## Галерея

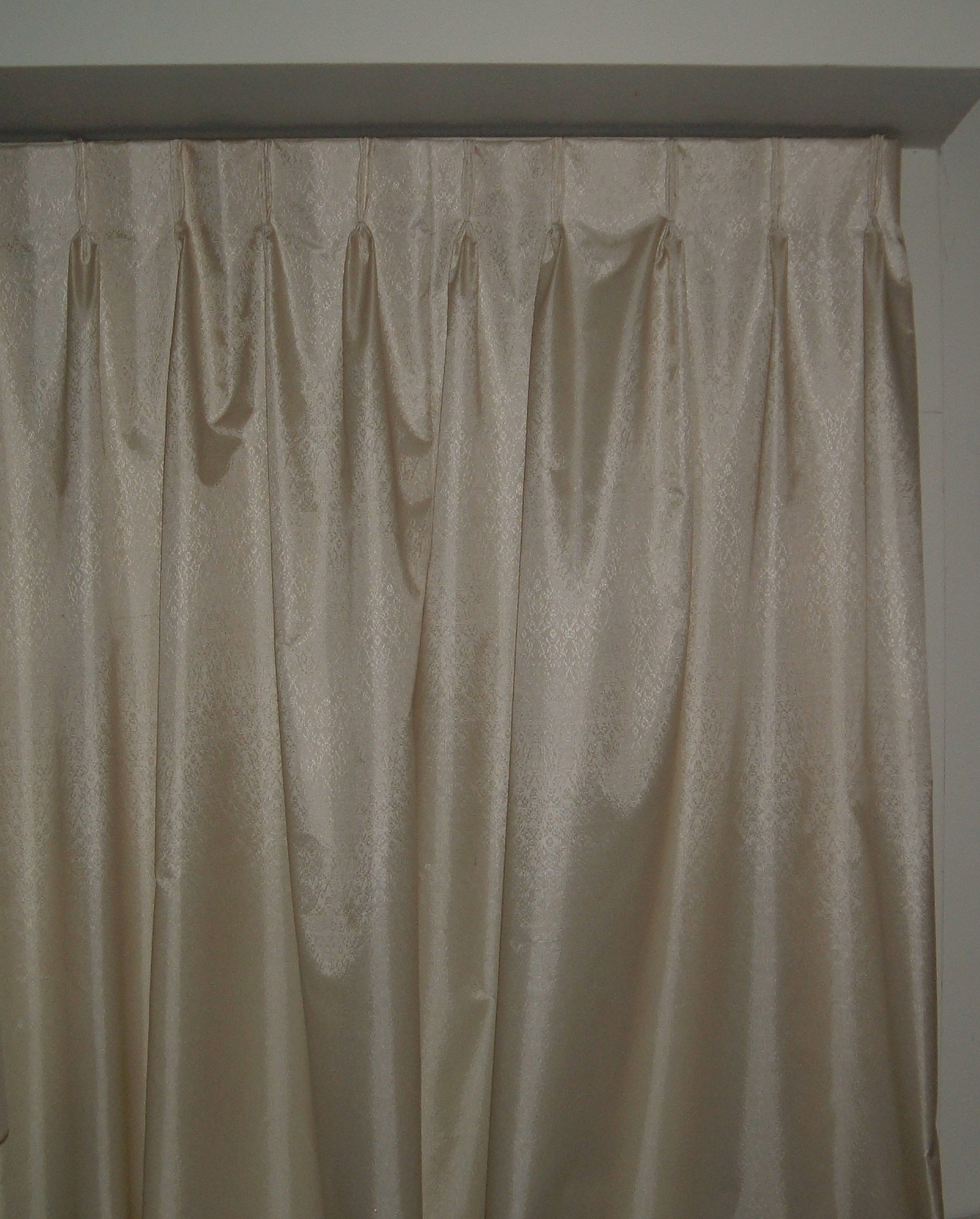
Штори з атласу
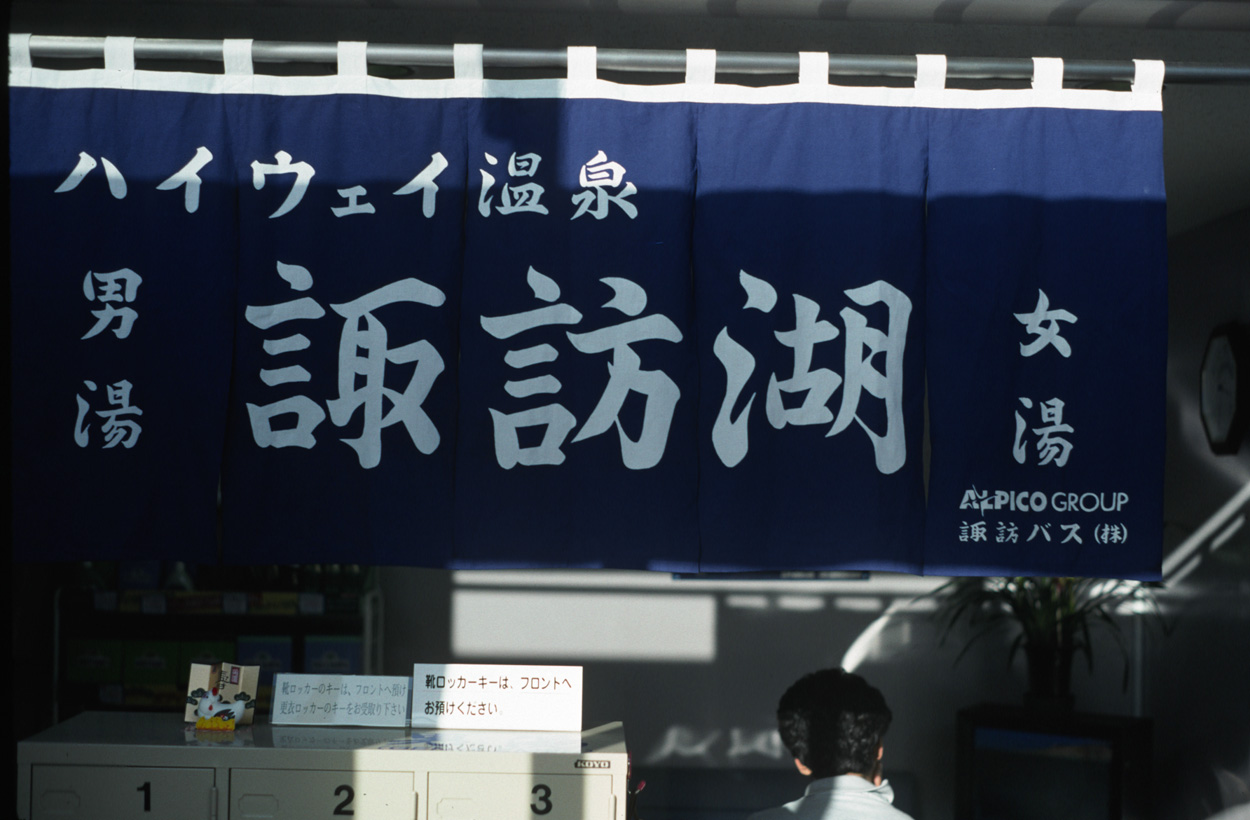
Штори з рекламою
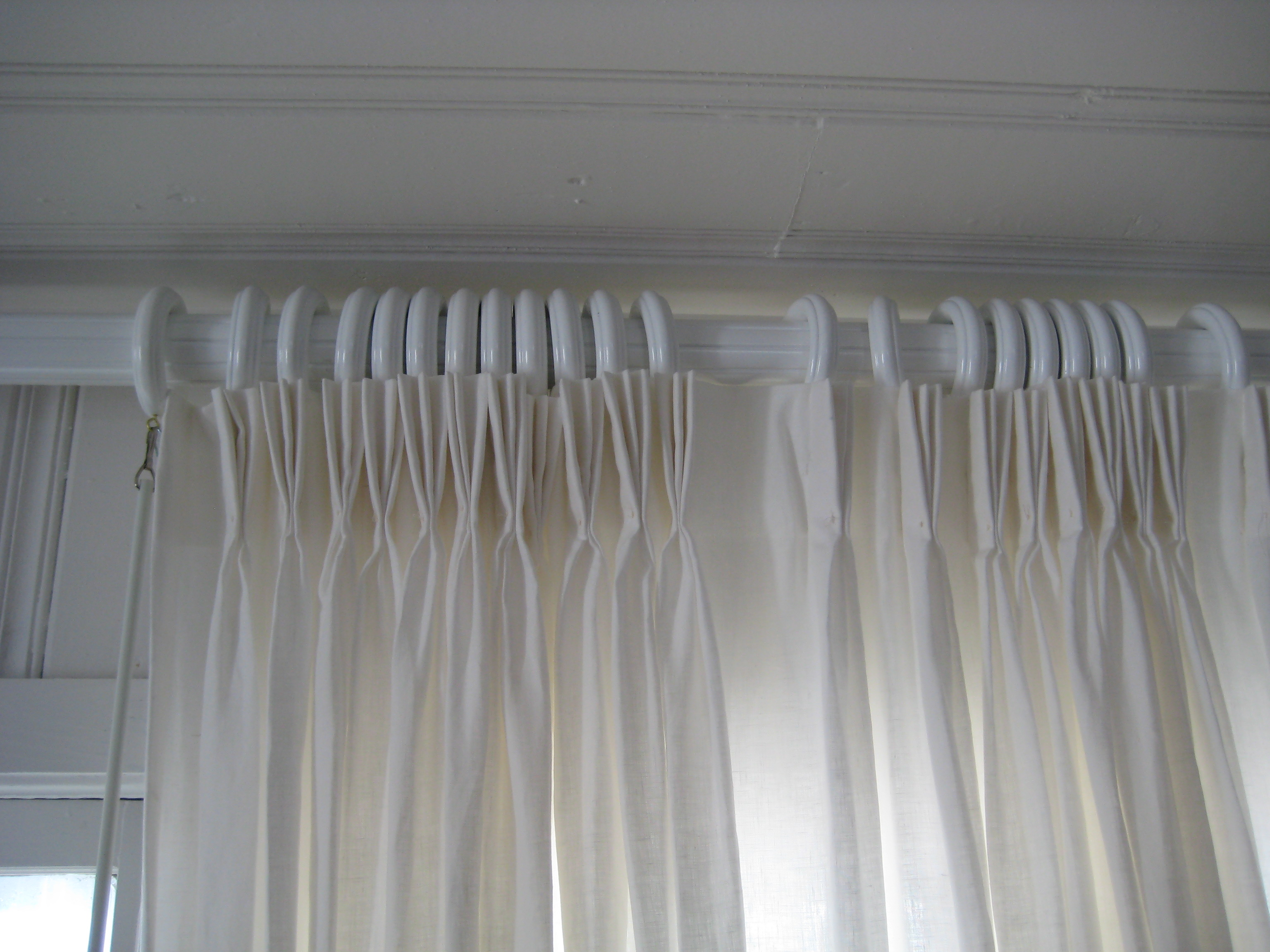
Штори висять на карнизі
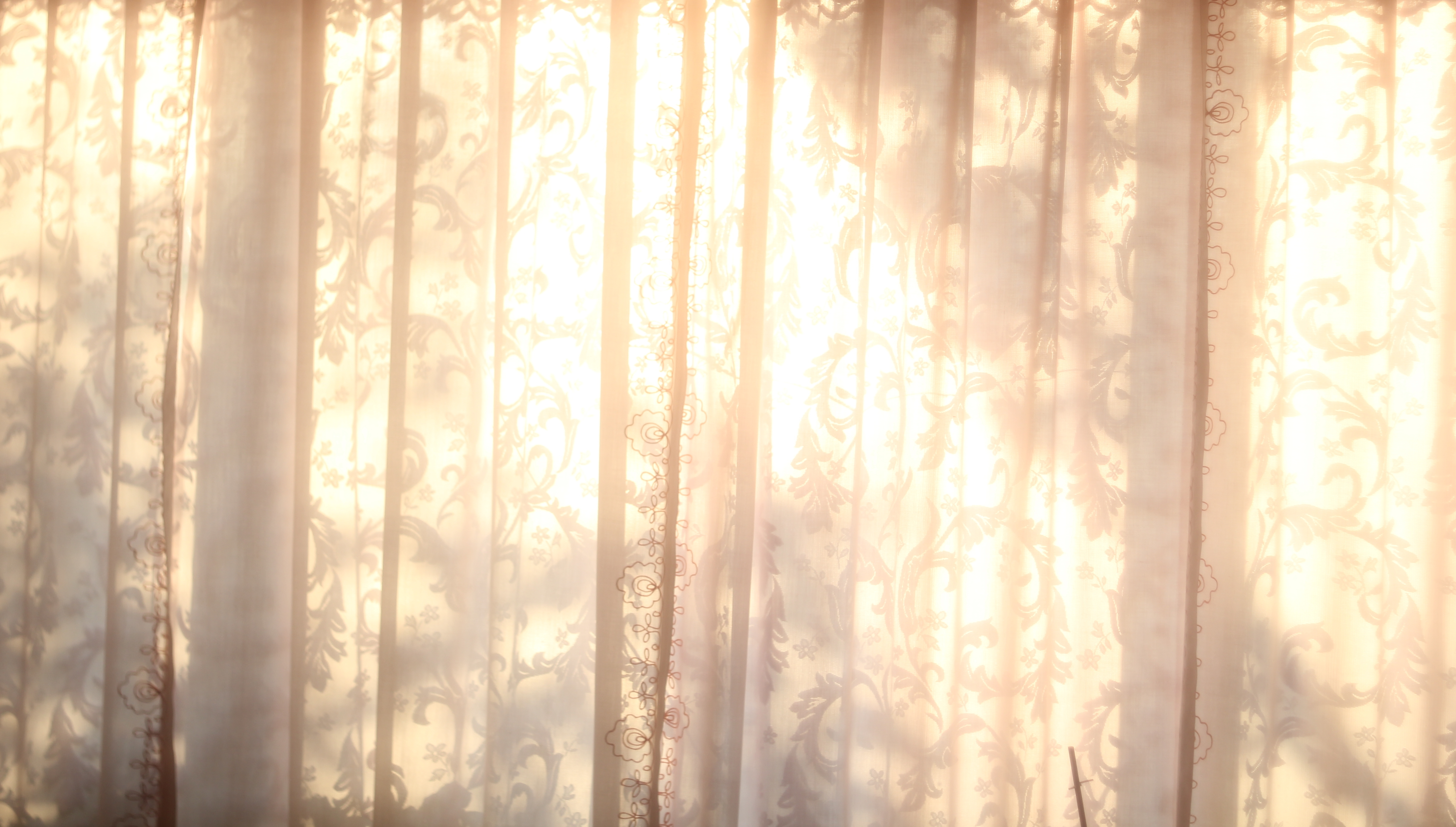
Штори вранці на світанку
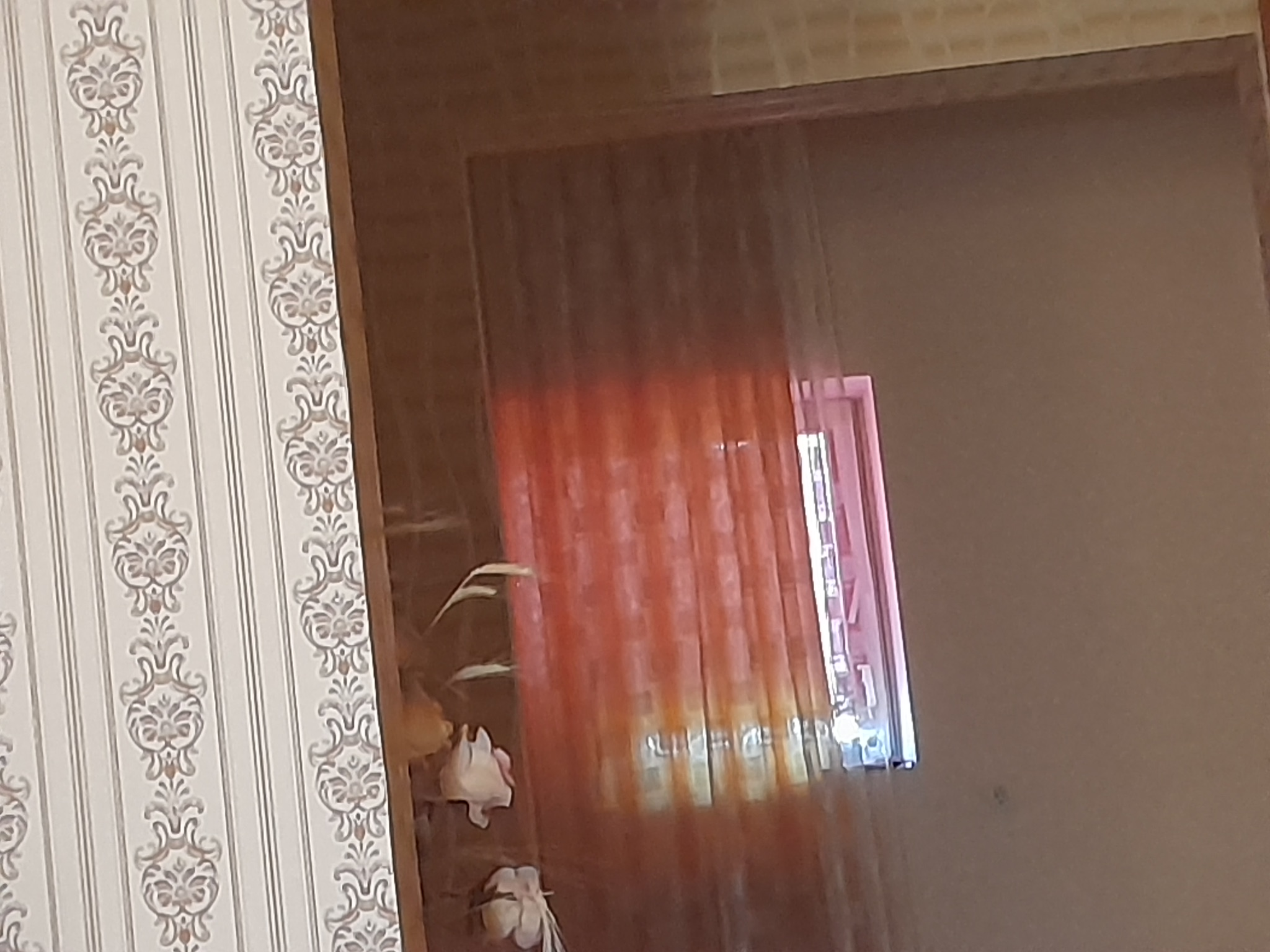
Напівпрозорі штори